# Campoplex lugens
Campoplex lugens är en stekelart som beskrevs av Julius Theodor Christian Ratzeburg 1852. Campoplex lugens ingår i släktet Campoplex och familjen brokparasitsteklar. Inga underarter finns listade.